# Crisip de Bitínia
Crisip (en llatí Chrysippus, en grec antic Χρύσιππος) era un metge grec seguidor d'Asclepíades, que si era Asclepíades de Bitínia hauria viscut al segle i aC. Celi Aurelià menciona a Crisip en diversos passatges de la seva obra De Morbis Chronicis, però no és segur que sempre es refereixi a aquest Crisip de Bitínia. No confondre amb Crisip de Cilícia.